# Philaeus chrysops
Philaeus chrysops är en spindelart som först beskrevs av Nikolaus Poda von Neuhaus 1761.  Philaeus chrysops ingår i släktet Philaeus, och familjen hoppspindlar. Inga underarter finns listade.